# Пистолет Дардика
Пистолет Дардика — американский револьвер с магазинным питанием, разработанный Дэвидом Дардиком в 1949 году и выпускавшийся фирмой Dardick Corporation 1954—1962 гг.

## История
Концепция револьвера с магазинным питанием разрабатывалась Дэвидом Дардиком в 1949—1954 гг. По его концепции пистолет должен был предназначаться для правоохранительных структур. Разработка системы шла в течение следующих 5-и лет, и в 1954 году Дардик основал фирму Dardick Corporation для дальнейшего производства в Хамдене, штат Коннектикут. Однако пистолет показал множество проблем в удобстве использования. Одной из причин отказа от Пистолета Дардика послужила его цена — 99,50 долларов за один экземпляр, что было очень дорого для пистолетов и револьверов в то время (и даже для современных). Ещё причиной отказа от этого пистолета послужили его нестандартные треугольные патроны, которые нельзя было использовать с другим оружием. Из-за этих проблем в 1962 году производство было прекращено.

## Описание

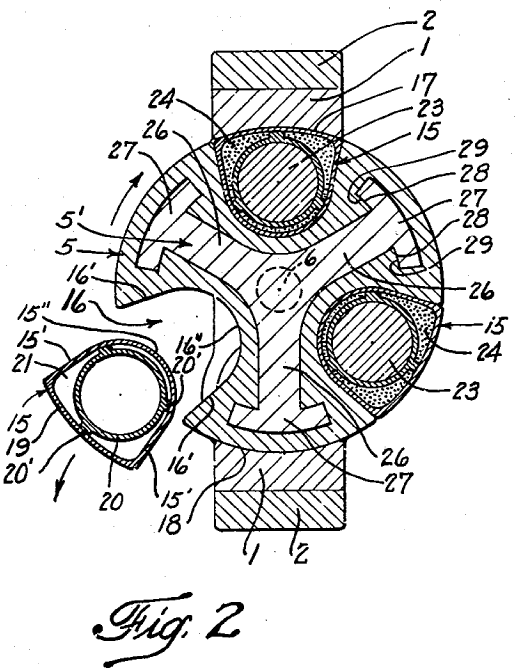
Барабан с патронами Пистолета Дардика.

Пистолеты Дардика представляют собой довольно специфический револьвер с магазинным питанием и с очень оригинальной конструкцией. Используется не менее специфический боеприпас, потому что патроны Пистолета Дардика обладали треугольной пластиковой гильзой. Оружие не обладало отсоединяемым магазином, поэтому 15 патронов (в модели 1500 и в других моделях) приходилось заряжать вручную в левое окно заряжания. Открытие окна заряжания происходило при нажатии на защелку окна заряжания. Принцип стрельбы схож визуально с принципом двойного действия револьвера. То есть первая камора барабана (цилиндр с открытым патронником) с патроном встаёт напротив окна заряжания патронов, а при нажатии на спуск прижимной рычаг отпускает рычаг запирающего болта и запирающий болт вместе с упором барабана отпускает барабан. Камора с патроном переходит к стволу оружия и во время процесса нажатия на спуск прижимной рычаг активирует автоспуск. При этом происходит движение цилиндрической шестерёнки, потом зубчатое колесо двигает курок, и ударник курка бьет по капсюлю патрона. Происходит выстрел. Гильза остаётся в том же месте, что при выстреле. При следующем нажатии на спуск происходит тот же процесс, но отстреленная гильза идёт в сторону окна выброса гильз и, соответственно, покидает барабан оружия с помощью запирающего болта. В этом случае барабан участвует в подаче патрона, а не в качестве магазина. Подобный процесс хоть и довольно сложен, но он смог увеличить боезапас оружия который, в сравнении с револьверами и пистолетами (того времени) был гораздо больше. Была возможность поменять стандартный калибр .38 Tround на калибр .22 Tround. Происходило это с помощью замены ствола и поворота кнопки выбора калибра на значение RF (значение CF предназначалось для калибра .38 Tround). Подобная замена на калибр .22 Tround давала возможность использовать модификацию для перекомплектации в карабин. Но столь лёгкая замена ствола послужила причиной плохой точности стрельбы.

#### Основные части оружия
- Сменный ствол
- Рама вместе с механизмами оружия
- Барабан
- Прицельная колодка с целиком
- Неотсоединяемый магазин
- Ударно-спусковой механизм
- Курок с ударником
- Левая и правая захватная оболочка (вместе с щечками)
- Боевая пружина
- Пружина спускового крючка

### Преимущества
- Большой боезапас (для своего времени).
- Лёгкая смена калибра оружия.
- Высокая скорострельность по сравнению с обычными револьверами двойного действия.
- Отверстие рядом с окном заряжания позволяло легко определить наличие патрона в барабане.

### Недостатки
- Несъёмный магазин.
- Дороговизна.
- Невзаимозаменяемые патроны с другим оружием.
- Плохая точность стрельбы.
- Сложность конструкции.

Такой перевес в недостатках стал причинной отказа от оружия.

## «Траунд» Дардика

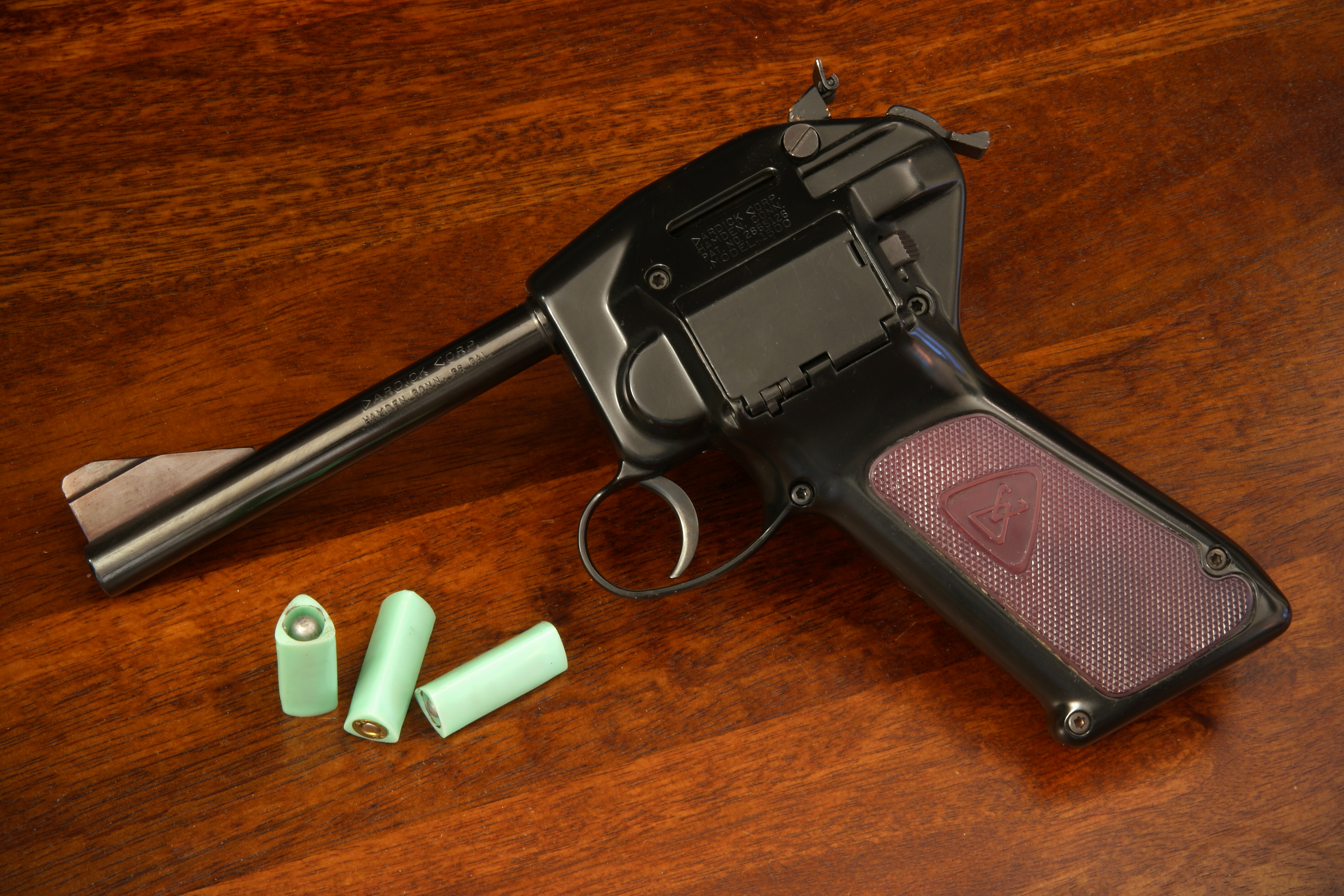
«Траунды» рядом с Dardick Model 1500

Дэвидом Дардиком был изобретён специальный треугольный патрон, названный «траунд» (англ. tround (triangular round) — треугольный патрон). Подобный патрон был создан из-за нестандартной конструкции оружия. Причиной этого стало использование барабана в качестве механизма подачи патрона, а не как магазин оружия. Патроны использовались калибра .38 и .22, но с другой гильзой. Сама гильза была сделана из высокопрочного зелёного пластика и была треугольной формы (ранние прототипы патронов имели алюминиевую гильзу, но подобный материал оказался неэкономичным). Хоть такое решение помогло увеличить боезапас, но подобные патроны не были взаимозаменяемыми (ни одно оружие, кроме пистолетов Дардика, не использовало подобные патроны). После конца производства пистолетов Дардика в месте с ними прекратили производство и их патронов. В дальнейшем эта концепция использовалась в патроне .25 Dardick Tri-Bore Oil Drill Tround. Создан он был для нужд нефтепромышленности в случае резкого торможения бурения скважин, при котором из-за твёрдых пород происходит износ алмазных наконечников. Сам патрон .25-го калибра представлял собой нечто схожее с обычным патроном Дардика. Но он был выше более чем в два раза, и его оболочка была сделана из керамики. А также в одном патроне было три пули. Схожии с патроном .25-го калибра были патроны 5,6-мм стандарта AAI и .17 triplex Tround для экспериментальной винтовки H&R SPIW. Эти патроны были чем-то средним между «траундами» Дардика и патронами .25-го калибра. Патрон был такого же размера, как патроны .25-го калибра, гильза была из зелёного (.17 калибр) или синего (5,6-мм калибр) высокопрочного пластика, а также использовал три стреловидные пули в одном патроне. Но винтовку SPIW постигла та же участь, что и пистолеты Дардика. «Траунды» Дардика не получили распространения за исключением нефтяной промышленности.

## Пистолет или револьвер

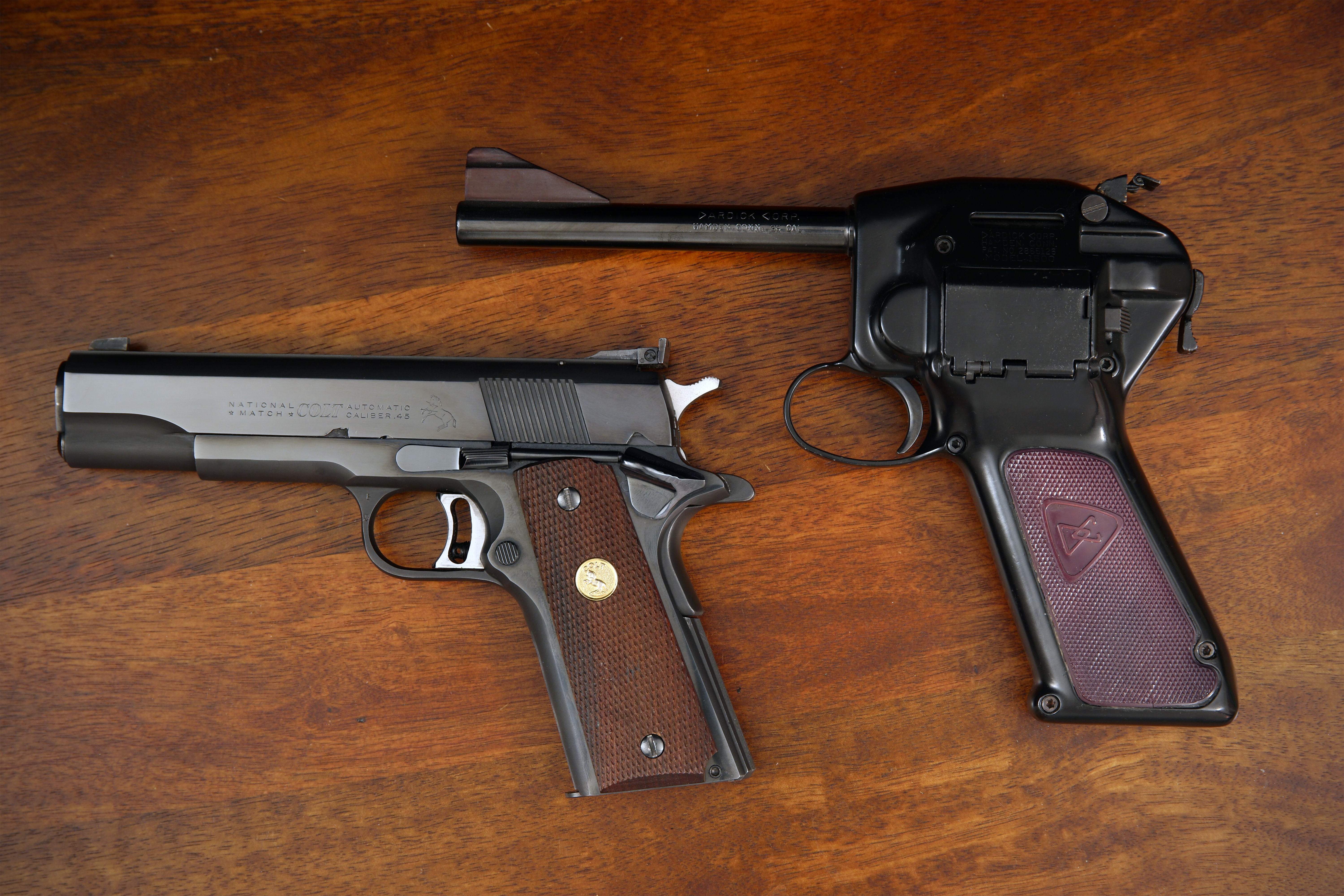
M1911 и Dardick M1500

В оружии используется конструкторские решение пистолетов (магазинное питание и подобное пистолетам подача патронов) и револьверов (барабан и курок, подобный револьверам). Поэтому к какому-либо конкретному типу оружия оно не относится. Его называют пистолетом, револьвером, револьвером с магазинным питанием, револьверным пистолетом или пистолетом-револьвером Дардика. Такие названия используются, потому что собственного названия типа такого оружия не существует, как и собственно типа такого оружия. В то время, когда появились пистолеты Дардика, его система показала, что он способен использовать достаточно много патронов (в сравнении со стандартными пистолетами и револьверами того времени). Но он и показал большой минус в необходимости использовать патроны нестандартной формы (в данном случае треугольной), а подобные патроны не были взаимозаменяемыми с другим оружием, не использующее конкретно этот патрон. Но в итоге пистолет Дардика нельзя отнести к конкретному типу оружия, а выдуманные названия нигде не приняты. Так что пистолет Дардика — нечто среднее между пистолетом и револьвером без конкретного обозначения.

## ТТХ (в сравнении с М1911 и с оружием полиции США)
| Модель                       | Dardick M1100                          | Dardick M1500                          | Dardick M2000                          | Colt M1911                                | Colt Police Positive Special                                              | Smith & Wesson Model 10                          | Colt Detective Special              |
| ---------------------------- | -------------------------------------- | -------------------------------------- | -------------------------------------- | ----------------------------------------- | ------------------------------------------------------------------------- | ------------------------------------------------ | ----------------------------------- |
| Патрон                       | .22 Tround и .38 Tround                | .22 Tround и .38 Tround                | .22 Tround и .38 Tround                | .45 ACP                                   | .32 Colt New Police, .38 Colt New Police, .32-20 Winchester и .38 Special | .38 Long Colt, .38 S&W Special, .32-20 и .38/200 | .32 S&W Long, .38 S&W и .38 Special |
| Длина, мм                    | 152                                    | 229                                    | 230                                    | 216                                       | ?                                                                         | 254, 260 и 286                                   | 171,45                              |
| Длина ствола, мм             | 76                                     | 152                                    | 152                                    | 127                                       | 101,6, 127 и 152,4                                                        | ?                                                | 50,8 и 76,2                         |
| Масса, кг                    | 0,88                                   | 0,99                                   | 1                                      | 1,12                                      | ?                                                                         | 0,907                                            | 0,595 и 0,609                       |
| Начальная скорость пули, м/с | ?                                      | 220-260                                | 220-260                                | 260                                       | ?                                                                         | 305 (.38 Special) и 198 (.38/200)                | ?                                   |
| Вид боепитания               | Неотсоединяемый магазин на 11 патронов | Неотсоединяемый магазин на 15 патронов | Неотсоединяемый магазин на 20 патронов | Отсоединяемый магазин на 7 или 8 патронов | Барабан на 6 патронов                                                     | Барабан на 6 патронов                            | Барабан на 6 патронов               |

## Дальнейшая судьба
Оружие не получило широкого распространения из-за невзаимозаменяемого патрона, а также из-за других вышеупомянутых недостатков. Производство было прекращено в 1962 году.

## Варианты
- Dardick Model 1100 — модель с 11-и зарядным неотсоединяемым магазином. Является самой компактной моделью. В отличие от модели 1500, у него почти в два раза уменьшена рукоять оружия (из-за чего был уменьшен боезапас) и был уменьшен ствол оружия тоже почти в два раза. Конструктивно ничем не отличается от модели 1500.
- Dardick Model 1500 — модель с 15-зарядным неотсоединяемым магазином. Стандартная модель оружия.
- Dardick Model 2000 — прототип с двумя рядами магазина на 20 патронов. В рукоять оружия были встроены два неотъёмных магазина по 10 патронов. Есть возможность заряжать магазины с помощью специальной обоймы. Есть также возможность заряжать магазин с обеих сторон.
- Dardick «Switch Hitter» carbine — модификация для перекомплектации в карабин всех моделей пистолета. Установка происходит так же, как и замена ствола. Сама же модификация представляет собой ствол с корпусом, целик, мушку, цевье и приклад.